# 熱帶栽培業
熱帶栽培業（簡稱：熱栽業），多分布於早期被歐洲國家殖民的熱帶國家，主要作物為咖啡、可可、油棕、橡膠、甘蔗等。此類農業須具備充足且低廉的勞工、完善的企業制度、方便的運輸系統等要件。通常大規模栽培單一作物，且作物會在產地做初步加工，以提高附加價值並減少運費。除了後殖民國家經濟轉型的瓶頸外，隨著全球的人口增長，熱帶栽培業對全球熱帶生態環境造成的浩劫，已成為嚴肅的議題。